# Girlfriend (magazine)
Pour les articles homonymes, voir Girlfriend.
Girlfriend est un magazine mensuel australien créé en décembre 1988 par Futura Publications.
Il s'adresse aux jeunes filles de 12 à 17 ans avec un mélange d'articles de divertissement, de mode, de conseil beauté et de style de vie.

## Girlfriend Model Search

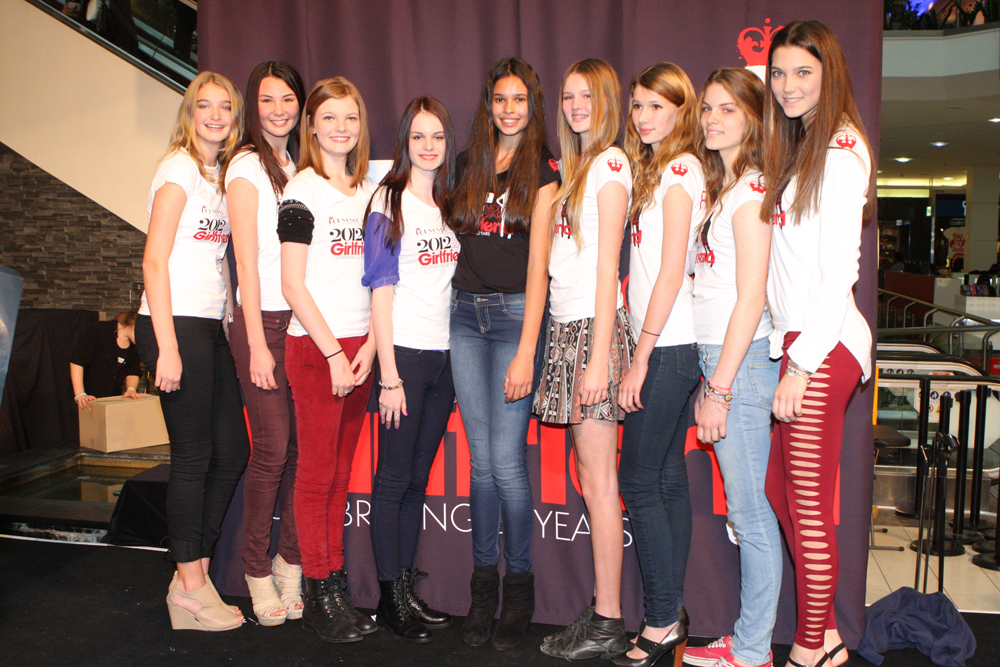
Girlfriend Rimmel Model Search 2012

Girlfriend Model Search est un concours de mannequinat, maintenant connu sous le nom de Girlfriend Rimmel Model Search, car sponsorisé par Rimmel London.
Finalistes
| Année | Gagnante                        | Finaliste |
| ----- | ------------------------------- | --- |
| 2014  | Lilli Watt                      | Avril Campbell, Meg Thurston, Rhiannon Proper, Emily McDonald, Leah Bell |
| 2013  | Olivia Ludington                | Leilani Mendez, Elizabeth Greenwood, Caitlin Brown, Caitlin Clarke, Clare Stunzner, Mikayla Schnabel, Selina Polyak, Hollyarabella Thomas, Rose Freemantle, Brook Crompton, Rebecca Bomgaars |
| 2012  | Grace Simmons                   | Elizabeth Love, Sharnee Gates, Georgana Coles, Jade Burton, Jessica Picton-Warlow, Molly Grace Nylander, Stephanie Field                                                                     |
| 2011  | Chloe Glassie                   | Yasmeena Osman, Zara Dobbie-Smitham, Isabella Vick, Rebecca Dupain, Claudia Reed, Dominique Roussetos, Monique Jensen                                                                        |
| 2010  | Jemma Baines (en)               | Tiffany Adcock, Bridgit Hollitt, Maddison Brown, Jacqui McGrath, Loren Harrison-Gorton |
| 2009  | Karri Pledger                   | Abbey O'Connell, Madison Borbely, Jessica Ridolfi, Kailyn Allen, Rebecca Downes |
| 2008  | Kate Budrodeen                  | Alex Klages, Karla Reid, Josie Vann, Karina White, Gemma Weaver |
| 2007  | Aimee & Morgan Hurst            | Lucy Fry, Meg Lindsay, Emma Power, Catriona Gray |
| 2006  | Sarah Stephens                  | Anastazia Bobis |
| 2005  | Tia Woods                       | |
| 2004  | Abbey Lee Kershaw               | Pania Rose (en), Samantha Harris (en), Allegra Carpenter, Amelia Jennings |
| 2003  | Catherine McNeil                | Ruby Rose Langenheim, Tully Smyth, Amber Vucko |
| 2002  | Elizah McNeltty                 | |
| 2001  | Mahlie Peet                     | Kerryn Amyes |
| 2000  | Madelin                         | Kieta Van Ewyk |
| 1999  | Millie Chandler, Kate Mcginnity | Kali Dempster, Jemma Mayo, Belinda Slater |
| 1998  | Tione Hawkins                   | Joanna Hughes, Jessica Gomes |
| 1997  | Alyssa Sutherland               | Adrienne Nicholls, Tammy Knox, Korrin Reardon, Melissa Bain |
| 1996  | Jodie Hunter                    | Rebecca Seidel |
| 1995  | Emma Scanlan                    | |
| 1994  | Tenille Petrelli                | |
| 1993  | Wanita Wright                   | Olivia Treharne, Kate Millis, Jane Bourne, Samantha Froggatt |
| 1992  | Tina Cianci                     | Rhye Costello, Brydie Cavanagh, Kylie Geihlick, Chantelle Leahy |
| 1991  | Amanda Gleeson                  | |